# 卡纳维拉尔角空军基地9号发射台
卡纳维拉尔角空军基地9号发射复合体（LC-9）是位于美国佛罗里达州梅里特岛的发射场。座落于17号发射复合体之北。发射场有一个椭圆形混凝土发射台，火焰引导槽。用于纳瓦霍导弹的测试。后来由于导弹性能太差而取消了实验。之前十一次发射中八次失败发射都是在LC-9进行的。截止2009年，混凝土发射台依然存在，但已无人维护，也不对游客开放。